# Bryan Berry
Roderick Bryan Berry (geboren am 26. Januar 1930 in Ealing, Middlesex; gestorben 1966 in London) war ein britischer Science-Fiction-Autor.

## Leben
Berry war der Sohn von Harold Hamilton Berry und Annie May, geborene Kelley. Er besuchte das Dulwich College im Südosten von London. Noch auf der Schule begann er mit 16 Comics zu zeichnen, angeregt auch durch Denis Gifford und Bob Monkhouse, die mit ihm auf der Schule waren und die Figur  des Superhelden Streamline entwickelt hatten. Berrys Arbeiten erschienen in Comical Pranks (1947, Ensign Comics) und Smasher Comics (1947, Tongard Publishing). Außerdem war er der Zeichner von Streamline #4 (1948).
Nach dem College und einer zweijährigen Dienstzeit in der Armee arbeitete Berry als Werbetexter, in einer Nachrichtenagentur und als Redakteur für ein literarisches Monatsmagazin. Seine Berufung fand er aber, nachdem in einem der Comichefte eine erste Science-Fiction-Geschichte von ihm erschienen war.
In schneller Folge erschienen ab 1951 Romane und Kurzgeschichten von Berry und man hielt ihn für einen sehr vielversprechenden SF-Autor. Bevorzugtes Sujet war, der Zeit des Kalten Krieges entsprechend, eine post-apokalyptische Welt nach einem Atomkrieg, so auch in seinem ersten Roman Return to Earth (1951), in dem die Menschen in einer Kolonie auf der Venus überlebt haben und der Protagonist Mike Woolf die Rückkehr zur Erde plant.
Ähnlich auch in seiner Resurgent-Dust-Trilogie, die unter dem Pseudonym Rolf Garner erschien, wo Kennet of Gryllaar zum Herrscher der Venus wird und mit Hilfe jahrhundertealter irdischer Technik ein goldenes Zeitalter herbeiführen will.
Ein Großteil seiner Romane erschien auch in Übersetzung in deutschen Leihbuch- und Heftroman-Serien.
1955 verschwand Berry aus der Welt des SF-Fandom. Man sah ihn nicht mehr auf Treffen, die er zuvor regelmäßig besucht hatte, und es erschienen keine weiteren Werke. Daraufhin machten sich Gerüchte über seinen Tod durch Krankheit oder durch Selbstmord breit. Oft wird daher 1955 als Todesjahr genannt, das ist aber wohl falsch. Als registriertes Todesdatum wird das 3. Quartal 1966, Hampstead, London angegeben.

## Bibliografie
Resurgent Dust
- 1 Resurgent Dust (1953)
- 2 The Immortals (1953)
  - Deutsch: Die Unsterblichen von Gryllaar. Übersetzt von Gerhard Ledig, Pabel (Utopia Zukunftsroman #190), 1959, DNB 453683053.
- 3 The Indestructible (1954)
  - Deutsch: Der Weltregent. Übersetzt von Gerhard Ledig, Pabel Rastatt (Utopia Zukunftsroman #193), 1959, DNB 453683096.

Romane
- Return to Earth (1951, Kurzroman)
  - Deutsch: Der dritte Planet. Übersetzt von Clark Darlton, Pabel Rastatt (Utopia-Großband #22), 1955, DNB 1140068881.
- And the Stars Remain (1952)
  - Deutsch: Tödliche Grenze im All. Übersetzt von Heinz Kotthaus, Riedel Menden (Roman aus dem Jahre 2100), 1955, DNB 770156878. Auch als: Das Zeithirn des Mars. Bewin Menden, 1971.
- Aftermath (in: Authentic Science Fiction, #24 (August) 1952; auch: Mission to Marakee, 1953)
  - Deutsch: Flucht ins Weltall. Übersetzt von Heinz Kotthaus. Bewin Menden, 1955, DNB 770508669. Auch als: Die Stunde Null. Lehning (Luna-Weltall-Taschenroman #9), 1958.
- Born in Captivity (1952; auch: World Held Captive, 1954)
- Dread Visitor (1952)
- From What Far Star? (1953)
  - Deutsch: Weltraumspione am Werk? Bewin Menden (Roman aus dem Jahre 2100), 1954, DNB 770088511. Auch als: Gyrotaxi 430 Verschwunden. Lehning (Luna-Weltall #47), 1959.
- The Venom-Seekers (1953)
  - Deutsch: In der Ewigkeit verschollen. Übersetzt von Clark Darlton, Hönne Balve i. Westf. (Hönne Utopia-Spitzenklasse #9), 1957, DNB 455016844.

Kurzgeschichten
1953:
- The Final Venusian (in: Planet Stories, January 1953)
- Groundling (in: Planet Stories, January 1953)
- The Imaginative Man (in: Planet Stories, January 1953)
- Ancient City (in: Authentic Science Fiction Monthly, #33 (May) 1953)
- Mars Is Home (in: Planet Stories, May 1953)
- The Tree (in: Authentic Science Fiction Monthly, #36 (August) 1953)
- The Adaptable Man (in: Authentic Science Fiction Monthly, #37 (September) 1953)

1954:
- Hidden Shepherds (in: Authentic Science Fiction Monthly, #42 February 1954)
- The Toy (in: Planet Stories, March 1954)
- Saviour (in: Authentic Science Fiction Monthly, #46 June 1954)

1955:
- Strange Suicide (in: Authentic Science Fiction Monthly, #56 April 1955)